# Preußisches Ministerium für Landwirtschaft, Domänen und Forsten

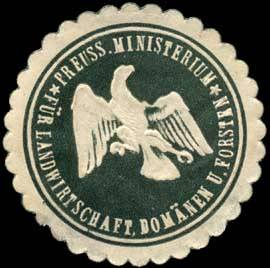
Siegelmarke Preußisches Ministerium für Landwirtschaft, Domänen und Forsten

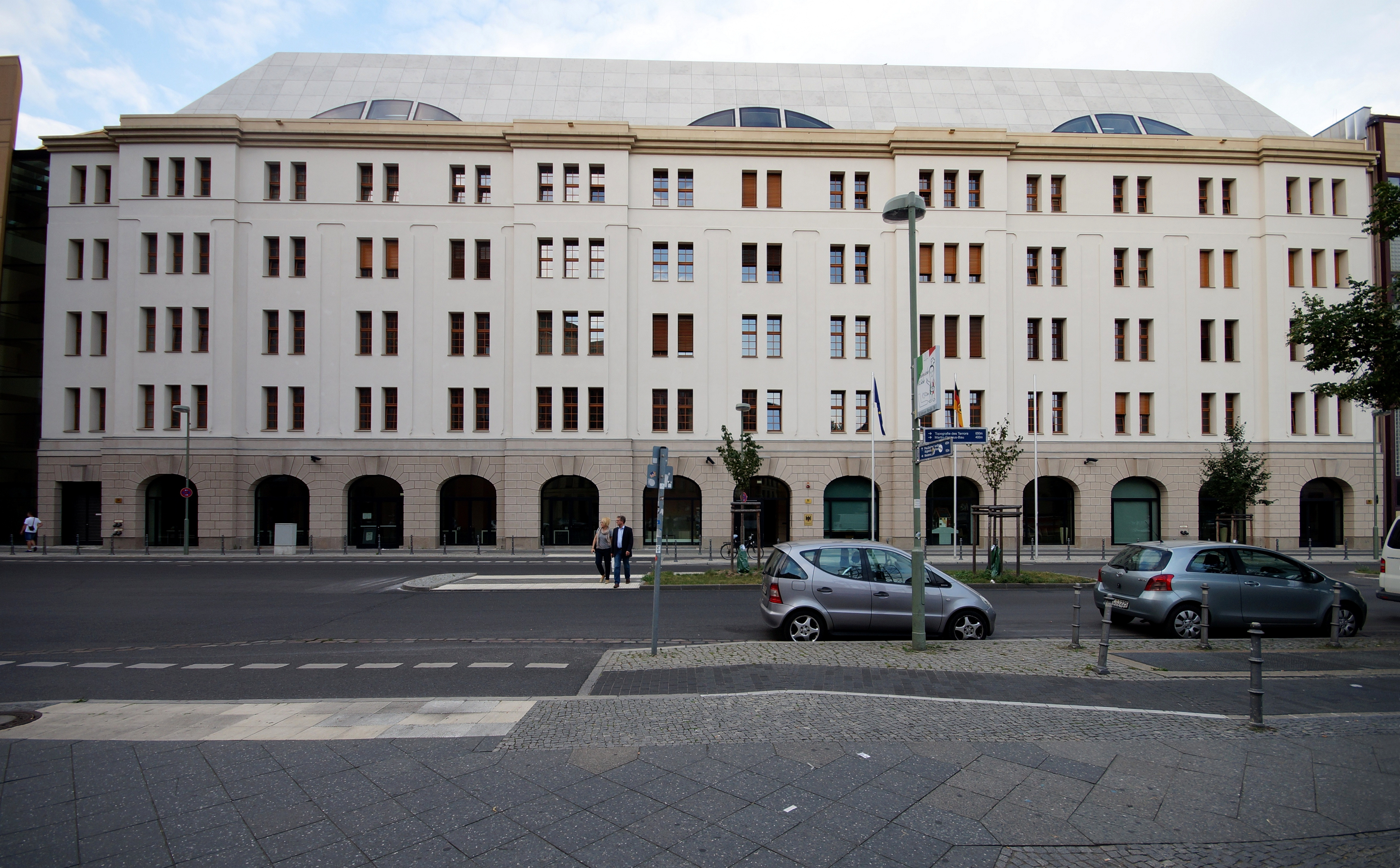
Dienstgebäude an der Stresemannstraße 128 (Zustand 2014)

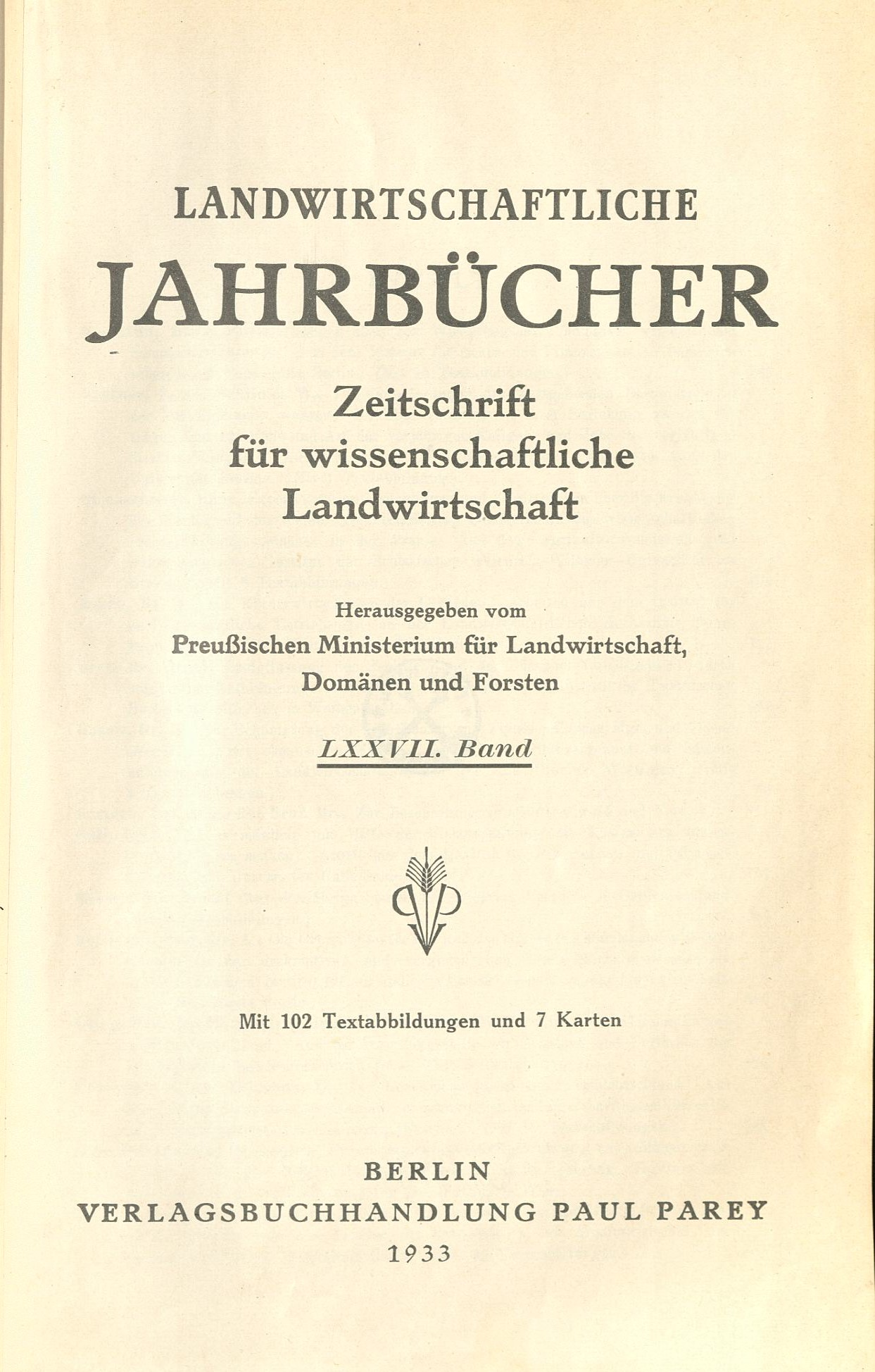
Landwirtschaftliche Jahrbücher, 77. Jahrgang, 1933

Das Preußische Ministerium für Landwirtschaft, Domänen und Forsten war eine Oberste Behörde und das Landwirtschaftsministerium des Landes Preußen. Es wurde 1848 im Königreich Preußen errichtet und bestand im Freistaat Preußen fort. 1935 wurde das Ministerium mit dem Reichsministerium für Ernährung und Landwirtschaft zusammengelegt. Der Dienstsitz war in Berlin.

## Geschichte
Die Errichtung des Ministeriums wurde durch Punkt 5 des Erlasses König Friedrich Wilhelms IV. vom 25. Juni 1848 ans Staatsministerium eingeleitet: „Von dem Ministerium für Handel, Gewerbe und öffentliche Arbeiten soll die Verwaltung der landwirthschaftlichen Angelegenheiten getrennt und ein eignes Ministerium für diese Angelegenheiten gebildet werden, dessen Leitung Ich dem Stadt-Syndikus, Abgeordneten Gierke, unter Ernennung desselben zum Staats-Minister, übertragen habe.“
Seine Aufgabenbereiche umfassten zunächst die landwirtschaftliche Polizei, die Regulierung der gutsherrlich-bäuerlichen Verhältnisse, die Gemeinheitsteilungen (Auflösung der Allmenden), die Ablösung der Feudallasten, die Fischereipolizei sowie die Betreuung der Anstalten zur Förderung der Landwirtschaft und der landwirtschaftlichen Lehranstalten.
Die Aufgabenbereiche des Ministeriums wurden in den folgenden Jahren sukzessiv erweitert. Am 11. August 1848 kam das Gestütswesen, am 22. Juni 1849 die Mitberatung veterinärpolizeilicher Angelegenheiten, am 26. November 1849 das Deichwesen, am 2. März 1850 die Mitaufsicht über die Rentenbanken und am 7. März 1850 die Ausführung des Jagdpolizeigesetzes hinzu. Am 27. April 1872 wurde auch das Veterinärwesen aus dem Preußischen Innenministerium ausgegliedert und dem Landwirtschaftsministerium zugeordnet. Mit Wirkung der Erlasse vom 10. April 1874 und 13. August 1876 wurde dem Ministerium die Beaufsichtigung der landwirtschaftlichen Kreditanstalten und Mitwirkung bei der Beaufsichtigung der nicht landwirtschaftlichen Grundkredit-Anstalten übertragen.
Durch königlichen Erlass vom 7. August 1878 und durch Gesetz vom 13. März 1879 wurden die Bereiche Domänen und Forsten aus dem Preußischen Finanzministerium herausgelöst und in das Landwirtschaftsministerium integriert, das gleichzeitig in Preußisches Ministerium für Landwirtschaft, Domänen und Forsten umbenannt wurde.
Zur Jahrhundertwende war das Ministerium in drei Abteilungen gegliedert: die Abteilung für landwirtschaftliche und Gestütsangelegenheiten, die Abteilung für Domänen sowie die Abteilung für Forst- und Jagdsachen. Der Abteilung für landwirtschaftliche und Gestütsangelegenheiten oblag die Aufsicht über das Landesökonomiekollegium, die landwirtschaftlichen Lehranstalten, das Oberlandeskulturgericht, die Zentralmoorkommission, die landwirtschaftlichen Kreditanstalten, die Haupt- und Landgestüte sowie die technische Deputation für das Veterinärwesen nebst den tierärztlichen Hochschulen in Berlin. Die Abteilung für Forst- und Jagdsachen beaufsichtigte die Forstoberexaminationskommission und die Forstakademien.
Nach dem Ersten Weltkrieg bestand das Ministerium im Freistaat Preußen fort. Sein Dienstsitz befand sich am Leipziger Platz 6–10 und wurde zwischen 1913 und 1919 um einen Erweiterungsbau an der Königgrätzer Straße 123 B (ab 1930 Stresemannstraße 128) erweitert. Im Zuge der Auflösung des Preußischen Ministeriums für öffentliche Arbeiten wurden dem Landwirtschaftsministerium 1921 dessen Abteilungen für Wasserwirtschaft und Wasserrecht zugeteilt. Zuletzt war das Ministerium in Zentralbüro, Zentralverwaltung der Abteilung für Domänen und Forsten, Landwirtschaftsabteilung, Domänenabteilung, Forstabteilung, Gestütsabteilung, Veterinärabteilung und Wasserwirtschaftsabteilung gegliedert.
Das Ministerium wurde am 1. Januar 1935 in das 1919 gegründete Reichsministerium für Ernährung und Landwirtschaft eingegliedert, das bis 1938 die Bezeichnung „Reichs- und preußisches Ministerium für Ernährung und Landwirtschaft“ trug.